# Kasteel Bettendorf
Kasteel Bettendorf (Frans: Château de Bettendorf, Luxemburgs: Schlass Bettenduerf, Duits: Schloss Bettendorf) is een kasteel in de Luxemburgse plaats Bettendorf.
Al sinds de 13e eeuw staat op de plek waar het huidige kasteel Bettendorf staat een kasteel. Het huidige kasteel Bettendorf dateert uit 1782 en is gebouwd in barokstijl. In 1962 werd het kasteel gerestaureerd. Het kasteel is privéterrein en kan niet worden bezocht. Het is sinds 2007 een geclassificeerd monument.